# Autopista Ma-19
Die Autopista Ma-19, auch Autopista de Levante (kurz Ma-19), ist eine Regionalautobahn auf der spanischen Baleareninsel Mallorca.

## Verlauf
Die ca. 37 Kilometer lange Autobahn verbindet Palma mit der Kleinstadt Campos. Auf diesem Abschnitt ist sie als vier- bis sechsstreifige Autobahn ausgebaut. Fortgesetzt wird sie ab Campos Richtung Südosten durch eine rund 23 Kilometer lange Landstraße, die weiterhin als Ma-19 nummeriert ist. Der als zweistreifige Landstraße ausgebaute Abschnitt führt über Santanyí bis Portopetro an der Ostküste der Insel.
| Anschlussstelle            | km   | Name der Anschlussstelle                                      | Anschluss                                          |
| -------------------------- | ---- | ------------------------------------------------------------- | -------------------------------------------------- |
| Übergang aus               |      | Palma Avinguda de Gabriel Roca                                | Ma1                                                |
|                            |      | Palma Avinguda d’Antoni Maura (nur mit Sondergenehmigung)     |                                                    |
| Beginn Ma-19               |      | Palma Avinguda Adolfo Suarez                                  |                                                    |
|                            |      | Palma Camí de l’Escullera                                     |                                                    |
|                            | 1    | Palma Avinguda de Gabriel Alomar                              |                                                    |
|                            | 2    | Palma Carrer Joan Maragall                                    |                                                    |
|                            | 2,5  | Autopista                                                     |                                                    |
| 3                          | 3    | Andratx Port d’Alcudia Manacor Ma-15                          | Ma20                                               |
| 4                          | 4    | el Molinar Ciutat Jardí Poligon de Llevant                    | MA-6013                                            |
| 6 Fahrtrichtung Llucmajor  | 6    | ES COLL Hospital Sant Joan de Déu Ma-30 INCA centre comercial | Ma-30                                              |
| 6A Fahrtrichtung Palma     | 6    | es coll Hospital Sant Joan de Déu Ma-30 Inca                  | Ma-30                                              |
| 6B Fahrtrichtung Palma     | 6    | cami de Son Fangos c. comercial                               | MA-6012                                            |
| 7A Fahrtrichtung Llucmajor | 7    | aeroport 7A: CALA ESTÀNCIA                                    | Kreuz bis Flughafen Ma-19 7A: Camí de Can Pastilla |
| 7 Fahrtrichtung Palma      | 7    | aeroport                                                      |                                                    |
| 8 Fahrtrichtung Llucmajor  | 8    | PLATJA DE PALMA CAN PASTILLA                                  | Carrer de la Tramuntana                            |
| 10                         | 10   | Gewerbegebiet Son Oms PLATJA DE PALMA S’ARANJASSA MANACOR     | Ma-19/Ma-19A                                       |
| 11                         | 11   | PLATJA DE PALMA ES PIL. LARI                                  | Camí de les Meravelles                             |
| 12 Fahrtrichtung Llucmajor | 12   | PLATJA DE PALMA S’ARENAL                                      | Ma-6011                                            |
| 12 Fahrtrichtung Palma     | 12   | PLATJA DE PALMA S’ARENAL S’ARANJASSA                          | Ma-6011                                            |
| 13 Fahrtrichtung Llucmajor | 13   | S’ARENAL CALA BLAVA                                           | Ma-6014                                            |
| 15 Fahrtrichtung Llucmajor | 15   | S’ARENAL CALA BLAVA circuit                                   | Ma-6020                                            |
| 15 Fahrtrichtung Palma     | 15   | S’ARENAL CALA BLAVA                                           | Ma-6020                                            |
| 18 Fahrtrichtung Llucmajor | 18   | Son Granada                                                   |                                                    |
| 18 Fahrtrichtung Palma     | 18   | Son Granada circuit                                           |                                                    |
| 20                         | 20   | Son Antem golf                                                |                                                    |
| 22 Fahrtrichtung Llucmajor | 22   | Gewerbegebiet Son Noguera LLUCMAJOR ALGAIDA sa Torre          | Ma-6020                                            |
| 22 Fahrtrichtung Palma     | 22   | Gewerbegebiet Son Noguera LLUCMAJOR sa Torre                  | Ma-6020                                            |
| 26 Fahrtrichtung Llucmajor | 26   | LLUCMAJOR PORRERES S’ESTANYOL                                 | Ma-6015                                            |
| 26 Fahrtrichtung Palma     | 26   | LLUCMAJOR ALGAID S’ESTANYOL                                   | Ma-6015                                            |
|                            | 27   | Llucmajor                                                     | Ma-19Ma-19A                                        |
| Ma-19                      | 35   | Campos                                                        |                                                    |
| Ma-19                      | 36   | Campos                                                        |                                                    |
|                            | 36,5 | Campos                                                        |                                                    |
| Ma-19                      | 37   | Campos                                                        | Ma-6030                                            |
| Ma-19                      | 37,5 | Campos                                                        | Ma-6031                                            |
|                            | 37,5 | Campos                                                        | Ma-6040                                            |
| Ma-19                      | 49   | Santanyí                                                      |                                                    |
| Ma-19                      | 49,5 | Santanyí                                                      | Ma-14                                              |
| Ma-19                      | 50   | Santanyí                                                      |                                                    |
|                            | 54,5 | S’Alqueria Blanca                                             | Ma-4012                                            |
| Ma-19                      | 58,5 | Portopetro                                                    |                                                    |
|                            | 60   | Portopetro                                                    | Übergang in Ctra. Porto Petro Alqueria             |